# Аль-Мухайни, Саад
Саад Сухаил Джума аль-Мухайни или Саад Сухаил (араб. سعد بن سهيل المخيني‎; б 6 сентября 1987 года, Оман) — оманский футболист, полузащитник. Выступал за национальную сборную Омана.

## Карьера
В 2006 году Саад подписал контракт с клубом «Аль-Оруба». В 2010 году переехал в клуб «Эс-Сувайк», где играл в течение одного сезона, затем был подписан командой «Фанджа». В январе 2012 года стало известно, что Саад проходил просмотр в английском клубе «Арсенал». Следующим клубом полузащитника стал «Дофар». Тем не менее, в следующем году он вернулся в свой бывший клуб «Фанджа». 13 июля 2014 года он подписал годичный контракт со своим первым клубом «Аль-Оруба».